# Pleuronodes odorino
Pleuronodes odorino là một loài bướm đêm trong họ Noctuidae.